# 阿尔弗雷多猪笼草
阿尔弗雷多猪笼草（学名：Nepenthes alfredoi）:14 :1是一种菲律宾棉兰老岛汉密吉伊坦山特有的热带食虫植物，生境位于海拔160至345米处。:15-16
阿尔弗雷多猪笼草与共轭猪笼草（N. zygon）之间存在近缘关系。其特征是下位笼和上位笼均具有自笼蔓向上延伸的发达笼翼，雌雄花序为二花，很少单花。:15
其种加词来源于汉密吉伊坦山野生动物保护区护林员与当地研究者阿尔弗雷多·博兰特（Alfredo Bolante Sr.），他是观察与采集本物种的第一人。:16

## 扩展阅读
- Nepenthes alfredoi (Caryophyllales, Nepenthaceae), A New Species of Pitcher Plant from Mindanao, Philippines （页面存档备份，存于）
- Nepenthes alfredoi （页面存档备份，存于）
- Nepenthaceae - Philippines Plants （页面存档备份，存于）